# Кубок Европы по лёгкой атлетике 1991
13-й Кубок Европы по лёгкой атлетике прошёл 29—30 июня 1991 года на стадионе «Вальдштадион» во Франкфурте-на-Майне (Германия). На старт финала A (сильнейшего дивизиона турнира) вышли по 8 сильнейших сборных континента среди мужчин и женщин. На протяжении двух дней участники боролись за командные очки в 20 мужских и 16 женских легкоатлетических дисциплинах.
Ранее 22—23 июня в испанской Барселоне состоялся финал B, а в португальском Визеу и греческих Афинах — финалы C.
На турнире проходил отбор на Кубок мира 1992 года в Гаване. Право представлять Европу заслужили по две лучшие команды, СССР и Великобритания у мужчин и Германия и СССР у женщин.
Три победы одержала советская бегунья Ирина Привалова, в беге на 100 и 200 метров, а также в эстафете 4×100 метров.
Один из лучших результатов в истории соревнований показала Наталья Лисовская, толкнувшая ядро на 21,12 м — всего на 44 см хуже собственного рекорда турнира.
Четвёртую победу подряд в беге на 800 метров на Кубках Европы одержал британец Том Маккин (1.45,60).
Немецкие спортсменки во всех 16 дисциплинах вошли в тройку сильнейших, представительницы СССР также оказались близки к повторению этого достижения (14 дисциплин из 16).

## Финал A

### Командное первенство
Впервые после объединения в турнире участвовала сборная Германии, выступавшая в качестве хозяина соревнований.
Победитель в остром соперничестве между мужскими командами СССР и Великобритании определился не сразу после окончания соревнований. Первоначально советская команда в эстафете 4×400 метров была дисквалифицирована за нарушение правил, что обеспечивало первое место в общем зачёте британцам. Однако судьи удовлетворили апелляцию на это решение, второе место сборной СССР в эстафете было восстановлено. Благодаря дополнительным 7 очкам Кубок Европы спустя четыре года вновь завоевали советские мужчины.
Обратная ситуация сложилась в женских соревнованиях. Первое место заняла команда СССР, однако через несколько дней стало известно о положительной допинг-пробе прыгуньи в высоту Елены Родиной. Её победа была аннулирована, в результате чего Кубок Европы перешёл к команде Германии.
Венгрия и Болгария как у мужчин, так и у женщин выбыли в финал B.
| Место | Команда        | Очки  |
| ----- | -------------- | ----- |
| 1     | СССР           | 114   |
| 2     | Великобритания | 111,5 |
| 3     | Германия       | 108   |
| 4     | Италия         | 107   |
| 5     | Франция        | 98,5  |
| 6     | Чехословакия   | 66,5  |
| 7     | Венгрия        | 63    |
| 8     | Болгария       | 49,5  |

| Место | Команда        | Очки |
| ----- | -------------- | ---- |
| 1     | Германия       | 110  |
| 2     | СССР           | 105  |
| 3     | Великобритания | 82   |
| 4     | Румыния        | 71   |
| 5     | Франция        | 62   |
| 6     | Польша         | 55   |
| 7     | Болгария       | 46   |
| 8     | Венгрия        | 44   |

### Сильнейшие в отдельных видах — мужчины
Сокращения: WR — мировой рекорд | ER — рекорд Европы | NR — национальный рекорд | CR — рекорд Кубков Европы

| Дисциплина                          | 1-е место                                                                       | 1-е место             | 2-е место                                                                            | 2-е место          | 3-е место                                                                | 3-е место          |
| ----------------------------------- | ------------------------------------------------------------------------------- | --------------------- | ------------------------------------------------------------------------------------ | ------------------ | ------------------------------------------------------------------------ | ------------------ |
| 100 м (ветер: +0,5 м/с)             | Линфорд Кристи Великобритания                                                   | 10,18                 | Даниэль Сангума Франция                                                              | 10,20              | Штеффен Брингман Германия                                                | 10,42              |
| 200 м (ветер: −1,6 м/с)             | Жан-Шарль Труабаль Франция                                                      | 20,60                 | Джон Реджис Великобритания                                                           | 20,73              | Стефано Тилли Италия                                                     | 20,79              |
| 400 м                               | Роджер Блэк Великобритания                                                      | 44,91 CR              | Оливье Нуаро Франция                                                                 | 45,18              | Тамаш Молнар Венгрия                                                     | 45,78              |
| 800 м                               | Том Маккин Великобритания                                                       | 1.45,60 CR            | Андрей Судник СССР                                                                   | 1.46,35            | Фредерик Корнетт Франция                                                 | 1.46,63            |
| 1500 м                              | Питер Эллиотт Великобритания                                                    | 3.43,39               | Йенс-Петер Херольд Германия                                                          | 3.43,47            | Дженнаро Ди Наполи Италия                                                | 3.44,75            |
| 5000 м                              | Сальваторе Антибо Италия                                                        | 13.21,68 CR           | Гари Стейнс Великобритания                                                           | 13.35,08           | Паскаль Тьебо Франция                                                    | 13.45,61           |
| 10 000 м                            | Имонн Мартин Великобритания                                                     | 28.00,53              | Франческо Панетта Италия                                                             | 28.03,10           | Стефан Франк Германия                                                    | 28.04,41           |
| Эстафета 4×100 м                    | Франция · Жиль Кенеэрве · Даниэль Сангума · Жан-Шарль Труабаль · Брюно Мари-Роз | 38,67                 | СССР · Юрий Язынин · Андрей Федорив · Александр Соколов · Виталий Савин              | 38,87              | Италия · Джорджо Маррас · Карло Симионато · Эцио Мадония · Стефано Тилли | 38,89              |
| Эстафета 4×400 м                    | Великобритания · Пол Сандерс · Крисс Акабуси · Брайан Уиттл · Роджер Блэк       | 3.00,58               | СССР · Дмитрий Головастов · Дмитрий Клигер · Алексей Подшибякин · Вячеслав Кочерягин | 3.01,80            | Италия · Марко Ваккари · Фабио Гросси · Алессандро Аймар · Андреа Нути   | 3.02,32            |
| 110 м с барьерами (ветер: −0,9 м/с) | Колин Джексон Великобритания                                                    | 13,31 CR              | Флориан Швартхофф Германия                                                           | 13,43              | Филипп Турре Франция                                                     | 13,63              |
| 400 м с барьерами                   | Крисс Акабуси Великобритания                                                    | 48,39                 | Стефан Каристан Франция                                                              | 49,43              | Фабрицио Мори Италия                                                     | 49,76              |
| 3000 м с препятствиями              | Алессандро Ламбрускини Италия                                                   | 8.29,62               | Иван Коновалов СССР                                                                  | 8.30,37            | Бела Ваго Венгрия                                                        | 8.30,60            |
| Прыжок в высоту                     | Далтон Грант Великобритания                                                     | 2,30 м                | Игорь Паклин СССР                                                                    | 2,28 м             | Жоэль Венсан Франция                                                     | 2,22 м             |
| Прыжок с шестом                     | Григорий Егоров СССР                                                            | 5,60 м                | Джанни Иапикино Италия                                                               | 5,50 м             | Иштван Бадьюла Венгрия                                                   | 5,50 м             |
| Прыжок в длину                      | Дитмар Хаф Германия                                                             | 8,30 м (+4,0 м/с)     | Роберт Эммиян СССР                                                                   | 8,01 м (+1,2 м/с)  | Джованни Эванджелисти Италия                                             | 7,76 м (+0,9 м/с)  |
| Тройной прыжок                      | Ральф Ярос Германия                                                             | 17,66 м (+1,7 м/с) NR | Ян Чадо Чехословакия                                                                 | 16,94 м (+1,3 м/с) | Жорж Сент-Роз Франция                                                    | 16,93 м (+1,3 м/с) |
| Толкание ядра                       | Ульф Тиммерман Германия                                                         | 20,26 м               | Сергей Смирнов СССР                                                                  | 19,91 м            | Алессандро Андреи Италия                                                 | 19,16 м            |
| Метание диска                       | Аттила Хорват Венгрия                                                           | 65,24 м               | Юрген Шульт Германия                                                                 | 63,24 м            | Гейза Валент Чехословакия                                                | 62,14 м            |
| Метание молота                      | Игорь Астапкович СССР                                                           | 81,60 м               | Тибор Гечек Венгрия                                                                  | 76,90 м            | Энрико Сгруллетти Италия                                                 | 76,16 м            |
| Метание копья                       | Ян Железный Чехословакия                                                        | 82,84 м               | Виктор Зайцев СССР                                                                   | 82,68 м            | Петер Бланк Германия                                                     | 82,42 м            |

### Сильнейшие в отдельных видах — женщины
| Дисциплина                          | 1-е место                                                                       | 1-е место         | 2-е место                                                                 | 2-е место         | 3-е место                                                                     | 3-е место         |
| ----------------------------------- | ------------------------------------------------------------------------------- | ----------------- | ------------------------------------------------------------------------- | ----------------- | ----------------------------------------------------------------------------- | ----------------- |
| 100 м (ветер: −2,7 м/с)             | Ирина Привалова СССР                                                            | 11,29             | Катрин Краббе Германия                                                    | 11,45             | Анелия Нунева Болгария                                                        | 11,74             |
| 200 м (ветер: −3,4 м/с)             | Ирина Привалова СССР                                                            | 22,48             | Андреа Томас Германия                                                     | 23,08             | Маги Несторе Франция                                                          | 23,22             |
| 400 м                               | Мари-Жозе Перек Франция                                                         | 49,32             | Грит Бройер Германия                                                      | 49,87             | Ольга Назарова СССР                                                           | 51,17             |
| 800 м                               | Элла Ковач Румыния                                                              | 1.59,01           | Кристин Вахтель Германия                                                  | 1.59,61           | Светлана Мастеркова СССР                                                      | 1.59,69           |
| 1500 м                              | Дойна Мелинте Румыния                                                           | 4.00,83           | Наталья Артёмова СССР                                                     | 4.01,01           | Эллен Кисслинг Германия                                                       | 4.05,13           |
| 3000 м                              | Маргарета Кесег Румыния                                                         | 8.44,47           | Ута Пиппиг Германия                                                       | 8.45,40           | Любовь Кремлёва СССР                                                          | 8.49,72           |
| 10 000 м                            | Катрин Улльрих Германия                                                         | 31.03,62 NR CR    | Джилл Хантер Великобритания                                               | 31.07,88          | Юлия Негурэ Румыния                                                           | 32.10,37          |
| Эстафета 4×100 м                    | СССР · Надежда Рощупкина · Галина Мальчугина · Марина Жирова · Ирина Привалова  | 42,51             | Германия · Андреа Филипп · Катрин Краббе · Сабина Рихтер · Хайке Дрекслер | 42,57             | Франция · Магали Симьонек · Маги Несторе · Валери Жан-Шарль · Одия Сидибе     | 43,60             |
| Эстафета 4×400 м                    | СССР · Елена Рузина · Людмила Джигалова · Маргарита Пономарёва · Ольга Назарова | 3.21,77           | Германия · Катрин Шрайтер · Сабине Буш · Ута Ролендер · Грит Бройер       | 3.24,20           | Великобритания · Салли Ганнелл · Лоррейн Хансон · Дженнифер Стаут · Линда Киф | 3.24,25           |
| 100 м с барьерами (ветер: −2,1 м/с) | Людмила Нарожиленко СССР                                                        | 12,55             | Моник Эванже-Эпе Франция                                                  | 12,79             | Кристин Пацваль Германия                                                      | 13,10             |
| 400 м с барьерами                   | Маргарита Пономарёва СССР                                                       | 54,42             | Салли Ганнелл Великобритания                                              | 54,61             | Хайке Майсснер Германия                                                       | 55,64             |
| Прыжок в высоту                     | Светлана Лесева [a] Болгария                                                    | 1,96 м [a]        | Юдит Ковач [a] Венгрия                                                    | 1,92 м [a]        | Хайке Хенкель [a] Германия                                                    | 1,90 м [a]        |
| Прыжок в длину                      | Хайке Дрекслер Германия                                                         | 7,20 м (+2,1 м/с) | Лариса Бережная СССР                                                      | 7,06 м (+1,5 м/с) | Фиона Мэй Великобритания                                                      | 6,77 м (+0,9 м/с) |
| Толкание ядра                       | Наталья Лисовская СССР                                                          | 21,12 м           | Астрид Кумбернусс Германия                                                | 19,11 м           | Джуди Оукс Великобритания                                                     | 18,74 м           |
| Метание диска                       | Ильке Вилудда Германия                                                          | 68,82 м           | Лариса Михальченко СССР                                                   | 66,64 м           | Стефения Симова Болгария                                                      | 62,94 м           |
| Метание копья                       | Тереза Сандерсон Великобритания                                                 | 65,18 м           | Ирина Костюченкова СССР                                                   | 64,56 м           | Петра Майер Германия                                                          | 63,18 м           |

a  По окончании соревнований советская прыгунья в высоту Елена Родина сдала положительную допинг-пробу. Спортсменка была дисквалифицирована на 2 года, а её результат на Кубке Европы, первое место с лучшей попыткой на 1,98 м, был аннулирован.

## Финал B
Финал B прошёл 22—23 июня в испанской Барселоне. В следующий розыгрыш финала A вышли Испания и Польша у мужчин и Италия и Финляндия у женщин. Вылетели в финал C Австрия и Греция у мужчин и Швеция и Нидерланды у женщин.
| Место | Команда   | Очки |
| ----- | --------- | ---- |
| 1     | Испания   | 118  |
| 2     | Польша    | 116  |
| 3     | Швеция    | 108  |
| 4     | Югославия | 90   |
| 5     | Швейцария | 82   |
| 6     | Финляндия | 81   |
| 7     | Австрия   | 65   |
| 8     | Греция    | 55   |

| Место | Команда      | Очки |
| ----- | ------------ | ---- |
| 1     | Италия       | 93   |
| 2     | Финляндия    | 89   |
| 3     | Чехословакия | 79   |
| 4     | Испания      | 73   |
| 5     | Бельгия      | 66   |
| 6     | Швейцария    | 58   |
| 7     | Швеция       | 58   |
| 8     | Нидерланды   | 57   |

## Финалы C
Финалы C прошли 22—23 июня в двух дивизионах. Команды первой группы выступали в португальском Визеу, второй группы — в греческих Афинах. В следующий розыгрыш финала B вышли Норвегия и Румыния у мужчин и Норвегия и Югославия у женщин.

### Финал C1 (Визеу)
| Место | Команда    | Очки |
| ----- | ---------- | ---- |
| 1     | Норвегия   | 92   |
| 2     | Португалия | 89   |
| 3     | Нидерланды | 75,5 |
| 4     | Дания      | 62   |
| 5     | Ирландия   | 58,5 |
| 6     | Исландия   | 41   |

| Место | Команда    | Очки |
| ----- | ---------- | ---- |
| 1     | Норвегия   | 76   |
| 2     | Португалия | 66   |
| 3     | Австрия    | 61   |
| 4     | Дания      | 50   |
| 5     | Ирландия   | 48   |
| 6     | Исландия   | 34   |

### Финал C2 (Афины)
| Место | Команда | Очки |
| ----- | ------- | ---- |
| 1     | Румыния | 81   |
| 2     | Бельгия | 72   |
| 3     | Турция  | 52   |
| 4     | Кипр    | 47   |
| 5     | Израиль | 45   |

| Место | Команда   | Очки |
| ----- | --------- | ---- |
| 1     | Югославия | 69   |
| 2     | Греция    | 67   |
| 3     | Израиль   | 40   |
| 4     | Турция    | 38   |
| 5     | Кипр      | 26   |